# Чинго-Чингас, Константин Матвеевич
Чинго-Чингас Константин Матвеевич (1884 - 1942) — советский учёный. Крупнейший в СССР специалист по хлебопекарным качествам зерна. 
Соратник Николая Вавилова.
Арестовывался органами НКВД СССР в 1933 году. До ареста был заведующим мукомольно-хлебопекарной лабораторией ВИР. Был освобожден в 1933 году. Вторично арестован в 1937 году. Умер в заключении «от кровоизлияния в мозг».